# Ochotona thomasi
Il pica di Thomas (Ochotona thomasi Argyropulo, 1948) è un mammifero lagomorfo della famiglia degli Ocotonidi.
La specie è endemica delle aree montuose delle provincie cinesi del Qinghai, Gansu e Sichuan: vive a quote attorno ai 3500 m d'altezza, nelle zone rocciose sparsamente alberate (principalmente salici).
Si tratta di animali dalle abitudini essenzialmente diurne, con picchi di attività durante le prime ore del mattino ed al crepuscolo, mentre passano le ore centrali della giornata al riparo della propria tana: sono infatti animali assai sensibili alle alte temperature, e soffrono se la temperatura atmosferica supera i 18 °C. Nonostante ciò, tuttavia, passano le prime ore del mattino su delle rocce dalle quali dominano il proprio territorio (che si estende generalmente per qualche centinaio di metri attorno alla tana), al duplice scopo di riscaldarsi al sole per affrontare la giornata e di vigilare su eventuali sconfinamenti di conspecifici o sul sopraggiungere di un predatore, eventi questi che vengono segnalati con i lunghi fischi tipici del genere Ochotona.

Per il resto, la maggior parte del tempo viene occupata a cercare il cibo, consistente in qualsiasi tipo di materiale vegetale (con preferenza per quanto concerne le piante erbacee): il cibo in sovrappiù viene ammassato al sole, a volte bloccato da un sasso per impedire di essere disperso dal vento, per essere ammassato nella tana una volta essiccato dal sole. Tale riserva si rivelerà assai preziosa in inverno, quando aiuterà l'animale (che non va in letargo) a sopravvivere alla stagione fredda.